# Mikael Degermark
Nils Mikael Degermark, född 30 april 1964 i Arvidsjaur, är en svensk IT-företagare och forskare. 
Han påbörjade sina studier 1983 på dåvarande Högskolan i Luleå. Han har magisterexamen och en doktorsexamen i datateknik som han avlade 1997. Titeln på hans doktorsavhandliing är Three aspects of packet forwarding in the Internet och hans handledare var professor Stephen Pink (senare verksam på Dartmouth College) som var verksam på Luleå tekniska universitet från mitten av 1980-talet till början av 2000-talet.
Han är främst känd för att vara en av grundarna av Effnet och skapare av Lulealgoritmen i slutet av 1990-talet. Svante Carlsson, docent Andrej Brodnik och professor Stephen Pink är Luleåforskare som han samarbetat med i många år i olika IT-projekt. Patentet på Lulealgoritmen är från 1997. Han är anställd som universitetslektor vid Luleå tekniska universitet.
År 2000 tilldelades Degermark Chester Carlsson Research Prize av Kungliga Ingenjörsvetenskapsakademin med motiveringen "för sin banbrytande insats inom utvecklingen av Internet genom lanseringen av nya algoritmer och IP-komprimeringsteknologier. Hans innovationer ger kostnadseffektiv åtkomst till Internet via radio, och det var detta som lade grunden både för internationella standarder och för Effnet som företag".